# الشبيكة (محافظة شبوة)

تعديل مصدري - تعديل

الشُبيكة هي إحدى القرى اليمنية في محافظة شبوة جنوب البلاد تقع شرقي عاصمة المحافظة عتق وتبعد عنها حوالي 15 كم.. تمتاز قرية الشبيكة بوفرة المياة الجوفية إذ فيها الآن حوالي تسعة آبار للمياه ومنها تغطي عاصمة المحافظة عتق بالماء.. كما أنها قرية لا توجد بها جبال.. أمطارها موسمية.. تمتاز القرية بتكاتف أهلها الأوفياء في حال وقوع كارثة على أحد أبناءها.. نسبهم يقال لهم آل مهدي يرجعون لقبائل آل خليفه التي هي فخذ من أفخاذ قبيلة بني هلال المعروفة من قديم الزمان.. يوجد في قرية الشبيكة ستة مساجد تؤدى فيها جميع الفروض الخمسة.. عدد سكان القرية يصل لأكثر من 4500 نسمة.  كما أن أهالي الشبيكة ينظمون فعاليات ثقافية تهدف للحفاظ على التراث الشعبي.
عام 2023، شهدت الشبيكة، انقلات أمني غير مسبوق وحالات قتل شبه يومية، بعد أن سيطرة عليها مليشيا المجلس الانتقالي المدعومة إماراتيا.

## وصلات خارجية
- World Gazetteer:Yemen
- الجهاز المركزي للإحصاء بالجمهورية اليمنية
- المركز الوطني للمعلومات باليمن